# 르메트르-톨먼 계량
르메트르-톨먼 계량(Lemaître-Tolman metric)은 르메트르-톨먼-본디 계량(Lemaître-Tolman-Bondi metric) 또는 톨먼 계량이라고도 하는데, 물리학에서 아인슈타인 장 방정식의 엄밀해에 기초하는 로런츠 계량의 하나이다.
이 해에 의해서 균질하지 않은 등방성 팽창 또는 수축하는 우주가 설명되므로, 우주론에서 우주 팽창을 모델링하기 위해 표준 프리드만-르메트르-로버트슨-워커 계량의 대안으로 사용되기도 한다. 또한 우주의 가속 팽창을 설명하기 위해 물질의 프랙탈 분포를 갖는 우주를 모델링하는 데에도 사용되었다.
이 해는 1933년 조르주 르메트르와 1934년 리처드 톨먼에 의해 최초로 구해졌는데, 그 후 1947년 헤르만 본디에 의해 연구되었다.

## 상세
{\displaystyle g_{00}=1} 그리고 {\displaystyle g_{0\alpha }=0}인 동기된 기준계에서 시간 좌표 {\displaystyle x^{0}=t} ({\displaystyle G=c=1} 로 설정됨) 역시 고유 시간 {\displaystyle \tau ={\sqrt {g_{00}}}x^{0}} 이고, 모든 지점의 시계는 동기화 될 수 있다. 압력이 0인 먼지와 같은 매체의 경우, 먼지 입자는 측지선을 따라 자유롭게 이동하므로 동기된 프레임은 4가지 속도의 구성 요소  {\displaystyle u^{i}=dx^{i}/ds} 가 {\displaystyle u^{0}=1,\,u^{\alpha }=0} 로 되는 공변 프레임이기도 하다.
장 방정식의 해는 아래와 같이,
{\displaystyle ds^{2}=d\tau ^{2}-e^{\lambda (\tau ,R)}dR^{2}-r^{2}(\tau ,R)(d\theta ^{2}+\sin ^{2}\theta d\phi ^{2})}
인데, 여기서 {\displaystyle r} 은 반경이  {\displaystyle r} 인 구의 표면적이  {\displaystyle 4\pi r^{2}} 이 된다는 의미에서 '반경' 또는 '광도 거리'이며, {\displaystyle R} 은 라그랑지안 좌표로 해석되며  {\displaystyle 1+f>0} 그리고 {\displaystyle F>0} 인 조건 하에서
{\displaystyle e^{\lambda }={\frac {r'^{2}}{1+f(R)}},\quad \left({\frac {\partial r}{\partial \tau }}\right)^{2}=f(R)+{\frac {F(R)}{r}},\quad 4\pi r^{2}\rho ={\frac {F'(R)}{2r'}}}
이 된다. 여기서 {\displaystyle f(R)} 및  {\displaystyle F(R)} 은 임의의 함수이고 {\displaystyle \rho } 는 물질의 밀도이다.
또한 {\displaystyle F'>0} 그리고 {\displaystyle r'>0} 를 가정하면 이러한 운동 중에 물질 입자가 교차하는 경우가 제외된다. 입자 각각에는 {\displaystyle R}, 함수 {\displaystyle r(\tau ,R)}가 주어지고, 그 시간 미분에 의하여 그 운동 법칙과 방사 방향의 속도가 주어진다. 위에서 설명한 해의 흥미로운 특징으로는  {\displaystyle f(R)} 및 {\displaystyle F(R)} 이 {\displaystyle R}의 함수로 도시되면,  {\displaystyle R\in [0,R_{0}]} 범위에서 도시된 이러한 함수의 형태가 {\displaystyle R>R_{0}} 에서 도시되는 함수의 모양과 무관하다는 점이다 . 이러한 예측은 뉴턴의 이론과 명확히 유사하다.
여기서 {\displaystyle R=R_{0}} 인 구의 내부 총 질량은
{\displaystyle m=4\pi \int _{0}^{r(\tau ,R_{0})}\rho r^{2}dr=4\pi \int _{0}^{R_{0}}\rho r'r^{2}dR={\frac {F(R_{0})}{2}}}
이 되는데, 이 식은  슈바르츠실트 반경이  {\displaystyle r_{s}=2m=F(R_{0})} 로 주어진다는 것을 의미한다.
함수 {\displaystyle r(\tau ,R)} 은 적분에 의하여 구할 수도 있는데, 매개변수  {\displaystyle \eta } 를 가지는 매개변수 형식으로는 아래의 세 가지의 해,
{\displaystyle f>0:~~~~~~~~r={\frac {F}{2f}}(\cosh \eta -1),\quad \tau _{0}-\tau ={\frac {F}{2f^{3/2}}}(\sinh \eta -\eta ),}
{\displaystyle f<0:~~~~~~~~r={\frac {F}{-2f}}(1-\cosh \eta ),\quad \tau _{0}-\tau ={\frac {F}{2(-f)^{3/2}}}(\eta -\sinh \eta )}
{\displaystyle f=0:~~~~~~~~r=\left({\frac {9F}{4}}\right)^{1/3}(\tau _{0}-\tau )^{2/3}}
가 가능한데, 여기서 {\displaystyle \tau _{0}(R)} 가 또 다른 임의의 함수로 등장한다. 그러나 우리는 중심 대칭의 물질 분포가 최대 두 가지 함수, 즉 밀도 분포와 물질의 지름방향 속도로 설명될 수 있다는 것을 알고 있는데, 이는 세 가지 함수 {\displaystyle f,F,\tau _{0}} 중에서 단 2개만이 독립이라는 것을 의미한다. 사실 라그랑지 좌표 {\displaystyle R} 을 특별히 선택하지 않았고 여전히 임의의 변환을 적용할 수 있으므로, 두개의 함수만이 임의적이라는 것을 알 수 있다. 먼지와 같은 매체의 경우에는  {\displaystyle r=r(\tau )} 그리고 독립적인 {\displaystyle R}이 되는 또다른 해가 있지만, 이러한 해는 유한한 물체의 붕괴에 해당하지는 않는다.

### 슈바르츠실트 해
{\displaystyle F=r_{s}=} const. 이면, {\displaystyle \rho =0} 가 되고, 따라서 해는 중앙에 점 질량이 있는 빈 공간에 해당한다. 추가로 {\displaystyle f=0} 그리고 {\displaystyle \tau _{0}=R}로 한정하면, 이 해는 르메트르 좌표로 표현된 슈바르츠실트 해로 환원된다.

### 중력붕괴
중력 붕괴는  {\displaystyle \tau } 가 {\displaystyle \tau _{0}'>0}이면서 {\displaystyle \tau _{0}(R)} 에 도달하면 발생한다. {\displaystyle \tau =\tau _{0}(R)} 일 때는 라그랑주 좌표 {\displaystyle R}로 표시되는 물질의 중심점 도달에 해당한다.  {\displaystyle \tau \rightarrow \tau _{0}(R)} 가 되면 세 가지의 모든 경우에서 그 점근적 거동은 아래와 같이
{\displaystyle r\approx \left({\frac {9F}{4}}\right)^{1/3}(\tau _{0}-\tau )^{2/3},\quad e^{\lambda /2}\approx \left({\frac {2F}{3}}\right)^{1/3}{\frac {\tau _{0}'}{\sqrt {1+f}}}(\tau _{0}-\tau )^{-1/3},\quad 4\pi \rho \approx {\frac {F'}{3F\tau _{0}'(\tau _{0}-\tau )}}}
로 주어지며, 여기서 처음 두 관계식은 공변계에서 모든 지름방향의 거리가 무한대에 가까워지는 경향이 있고 접선 거리가  {\displaystyle \tau -\tau _{0}}처럼 0에 접근한다는 것을 나타낸다. 반면에 세 번째 관계식은 물질 밀도가  {\displaystyle 1/(\tau _{0}-\tau )}와 같이 증가함을 보여준다. {\displaystyle \tau _{0}(R)=} 상수이어서 모든 물질 입자의 붕괴 시간이 동일한 특별한 경우에는, 그 점근적 거동은 상이하여,
{\displaystyle r\approx \left({\frac {9F}{3}}\right)^{1/3}(\tau _{0}-\tau )^{2/3},\quad e^{\lambda /2}\approx \left({\frac {2}{3}}\right)^{1/3}{\frac {F'}{2F^{2/3}{\sqrt {1+f}}}}(\tau _{0}-\tau )^{2/3},\quad 4\pi \rho \approx {\frac {2}{3(\tau _{0}-\tau )^{2}}}}
로 된다.
여기서 접선 거리와 지름 거리 모두  {\displaystyle (\tau _{0}-\tau )^{2/3}}와 같이 0이 되는데, 반면에 물질 밀도는  {\displaystyle 1/(\tau _{0}-\tau )^{2}} 와 같이 증가하게 된다.

## 같이 보기
- 르메트르 좌표
- 일반 상대성 이론의 수학 입문
- 스트레스-에너지 텐서
- 계량 텐서(일반 상대성 이론)
- 상대론적 각운동량
- 불균일 우주론